# Hebius octolineatum
Hebius octolineatum är en ormart som beskrevs av Boulenger 1904. Hebius octolineatum ingår i släktet Hebius och familjen snokar. Inga underarter finns listade i Catalogue of Life.
Arten förekommer i sydöstra Kina i provinserna Yunnan, Sichuan, Guizhou och Guangxi. Den lever i kulliga områden och i bergstrakter mellan 700 och 2460 meter över havet. Habitatet för ormen varierar men den behöver vattenansamlingar i utbredningsområdet. En form av arten simmar ofta i vattnet och den andra vistas i fuktiga buskskogar, fuktiga gräsmarker och i skogarnas lövskikt. Hebius octolineatum jagar groddjur och fiskar. Honor lägger 7 till 16 ägg per tillfälle.
För beståndet är inga hot kända och hela populationen anses vara stabil. IUCN listar arten som livskraftig (LC).